# Funk metal
Funk metal també conegut com Thrash-funk o Funkcore és un gènere musical que sorgeix de la fusió de la música de la dècada dels vuitanta incorporant els elements de funk i heavy metal alternatiu, sobretot en els seus inicis. La cançó pionera és «Dragon Attack» de Queen. Aquest gènere destaca riffs de guitarra metal complexos, així com una estructura rítmica encarada a les tècniques de baix i sovint riffs d'estil rap acostant-se així més al rock /metal alternatiu. Com la resta del heavy, és una forma de mostrar destresa instrumental. El funk metal va evolucionar a mitjans de la dècada dels 1980 quan bandes alternatives com Primus, Red Hot Chili Peppers i Fishbone van començar a tocar híbrid amb un fort funk que sustentava el metal. Faith No More, grup d'aquest gènere, hi va aportar bastant rap metal. Rage Against the Machine va contribuir també al desenvolupament del gènere, destacant-se en el seu primer disc homònim, de 1992. La revista Rolling Stone anomena el grup Living Colour com els «pioners del Black-funk-metal» i als fans de Primus com els «Hard-core-funk metall freaks». Altres bandes que han fet incursions i són descrites amb el funk metall són King's X, Korn, i Royal Crescent Mob.